# Knut Kurck
För andra betydelser, se Knut Kurck (olika betydelser).
Knut Kurck, född 8 september 1622, död 26 juni 1690 på Hedensö i Södermanlands län, var ett svenskt riksråd och friherre till Lempelä i Åbo och Björneborgs län. Hans ägor omfattade Hedensö, Årstad och Vendelsjö i Södermanland, Klackeborg, Norsholm och Boxholm i Östergötland, Göksholm i Närke, Åkeshovs slott i Uppland och Sjögerås i Värmland. Han var son till Jöns Kurck och systerson till Axel Oxenstierna.

## Karriären
Knut Kurck tillhörde rådspersonalen under drottning Kristinas minderårighet, var åren 1651–1660 landshövding i Västmanlands län, inkallades februari 1660 i riksrådet, var 1663–1678 president i Kommerskollegium, förlänades 1666 med lagmansdömet över Närke, blev 1676 häradshövding i Västerbotten och dess lappmarker och var 1677–1680 president i Svea hovrätt. 1668 köpte Kurck gården Norsholm av Peter Spirings styvson Johan Philip Silfvercrona.
Inom rådet blev han en avgjord motståndare till Magnus Gabriel de la Gardie och samverkade med Sten Nilsson Bielke, Mattias Biörenklou och Claes Rålamb. Så deltog han i klandret över vanvården vid kungens uppfostran och över slöseriet med kronans gods, tillhörde den majoritet i rådet som beslöt om Sveriges deltagande i trippelalliansen 1668, var med om att utarbeta det under namnet Blå boken kända statsregleringsförslaget av 1668 och protesterade 1671 jämte sex andra rådsherrar mot förbundet med Frankrike. Under riksdagen i Uppsala 1675 bevistade han de hemliga överläggningar som flera rådsherrar höll hos Rålamb angående störtande av Magnus Gabriel de la Gardie. Han gick så långt att han jämte Rålamb angav rikskanslern för förgripliga yttranden om kungen. Angivelsen synes ha bidragit till Karl XI:s växande köld mot De la Gardie. Den vid samma riksdag inledda räfsten med förmyndarstyrelsen betraktades av Kurck som ett gott vapen mot rikskanslern.
I oktober 1681 blev emellertid Kurck och en av hans ämbetsbröder, Gustaf Larsson Sparre, ställda under åtal inför Svea hovrätt och förvisade från hovet eftersom de vägrade underteckna en skrivelse från slutet av 1680 som reglerade rådets rättigheter och skyldigheter gentemot kungen och ständerna. Efter att ha ingivit böneskrifter fick de likväl snart rättegången nedlagd och förvisningen upphävd. Kurck var en uttalad motståndare till karolinska enväldet. Han var illa omtyckt hos ivrarna för en starkare kungamakt på grund av sitt påstående att rådet var ett särskilt stånd i riket, som stod mellan kungen och de andra stånden. Enligt Kurck hade rådet till uppgift att övervaka att medborgare respekterade överheten samt att vara skiljedomare i de tvistigheter som kunde uppstå mellan kungen och ständerna. Härigenom ådrog han sig även den unge konungens onåd.
Knut Kurck upphörde i slutet av 1681 med all ämbetsutövning och var en av de åtta rådsherrar som avskedades i maj 1682. Räfsten med förmyndarstyrelsen i förening med reduktionen drabbade Kurck hårt och i slutet av 1685 tvingades han sälja huset i Stockholm och åtskillig annan lösegendom. På sin ålderdom sysslade Kurck med genealogiska studier. Av alla Knut Kurcks egendomar från tiden före reduktionen övergick efter hans död på Hedensö den 26 juni 1690 endast Hedensö och Norsholm till hans son.

## Familjeförhållanden
Knut Kurck var gift tre gånger.
- Han gifte sig första gången före 12 december 1649 med Lucretia von Stakenbrouch (1614–1664), i hennes andra gifte. Hon var gift första gången med Lamoral von der Noth och blev i detta äktenskap mor till generalmajoren Thomas van der Noot (1630-talet–1677), friherre von der Noth. Lucretia von Stakenbrouch var född 11 mars 1614 i Holland, hon avled 28 augusti 1664 och begravdes i kopparkista i Åbo domkyrka. Hon var dotter till Thomas von Stakenbrouch.
- Han gifte sig andra gången i januari 1665 på Hedensö, utan konungens tillstånd, med sin kusin, friherrinnan Barbro Åkesdotter (Natt och Dag) i hennes andra gifte. Barbro Åkesdotter var dotter till riksrådet och riksmarskalken Åke Axelsson (Natt och Dag) (1594–1655), friherre Natt och Dag, och hans första fru friherrinnan Elsa Oxenstierna af Eka och Lindö (1589–1651). Hon hade gift sig första gången 21 september 1643 med riksrådet och amiralen, friherre Claes Hansson Bielkenstierna (1615–1662). Barbro Åkesdotter (Natt och Dag) avled 14 mars 1680 i Stockholm. Hon var "barnlös med Knut Jönsson Kurck, ehuru hon aderton gånger skall varit havande". Hon begravdes 12 december 1680 i Storkyrkan efter nya förordningen utan all ståt och därefter nedsattes hon i Bielkenstiernska gravkoret i Österhaninge kyrka i nuvarande Haninge kommun på Södertörn i Stockholms län i Södermanland. Deras giftermål "väckte mycket buller" och han dömdes att böta 2,000 daler silvermynt ad pios usus och att göra avbön. Dessutom blev prästen som vigde avsatt, men fick i stället av friherre Kurck två bondehemman på livstid.
- Han gifte sig tredje gången 9 juni 1681 på Sundby med sin sysslings dotter, friherrinnan Christina Sparre (1650–1722), hon var dotter till riksjägmästaren och överståthållaren Axel Carlsson Sparre, friherre Sparre, och grevinnan Margareta Oxenstierna af Korsholm och Wasa (1617–1653). Margareta Oxenstierna var dotter till Gabriel Bengtsson Oxenstierna. För Christina Sparre var Knut Kurck hennes mors syssling och hennes mosters svåger.[2][3]